# Montenegro op het Eurovisiesongfestival 2022

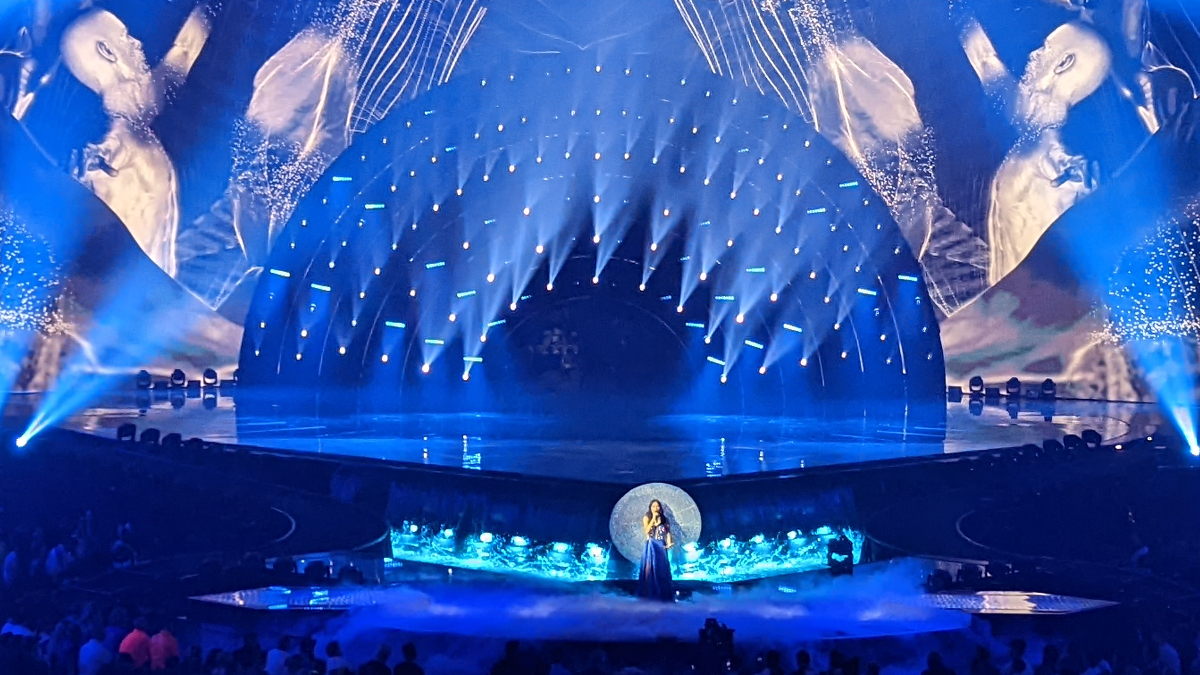
Vladana tijdens de tweede halve finale in Turijn.

Montenegro nam deel aan het Eurovisiesongfestival 2022 in Turijn, Italië. Het was de 12de deelname van het land aan het Eurovisiesongfestival. RTCG was verantwoordelijk voor de Montenegrijnse bijdrage voor de editie van 2022.

## Selectieprocedure
Na drie jaar afwezigheid maakte de Montenegrijnse openbare omroep op 30 oktober 2021 bekend terug te keren naar het Eurovisiesongfestival. Op 4 januari 2022 werd duidelijk dat RTCG een interne selectie had gemaakt om de Montenegrijnse artiest voor Turijn aan te duiden. De keuze was gevallen op Vladana. Het nummer waarmee zij zal aantreden op het Eurovisiesongfestival wordt op een later tijdstip gepresenteerd.

## In Turijn
Montenegro trad aan in de tweede halve finale, op donderdag 12 mei 2022. Vladana behaalde met uiteindelijk 33 punten de 17e plek, hetgeen onvoldoende was voor kwalificatie voor de finale.
2007 · 2008 · 2009 · 2010-2011 · 2012 · 2013 · 2014 · 2015 · 2016 · 2017 · 2018 · 2019 · 2020-2021 · 2022 · 2023-2024 · 2025
Albanië · Armenië · Australië · Azerbeidzjan · België · Bulgarije · Cyprus · Denemarken · Duitsland · Estland · Finland · Frankrijk · Georgië · Griekenland · Ierland · IJsland · Israël · Italië · Kroatië · Letland · Litouwen · Malta · Moldavië · Montenegro · Nederland · Noord-Macedonië · Noorwegen · Oekraïne · Oostenrijk · Polen · Portugal · Roemenië · San Marino · Servië · Slovenië · Spanje · Tsjechië · Verenigd Koninkrijk · Zweden · Zwitserland